# ハンク・ウィリアムズ
ハイラム・キング・ウィリアムズ（Hiram King Williams、1923年9月17日 - 1953年1月1日）は、ハンク・ウィリアムズ（Hank Williams）の名で知られるカントリー音楽の歴史において最も重要な人物のひとりと見なされている、アメリカ合衆国のシンガーソングライター、音楽家。1947年から、29歳で亡くなった1953年までの短期間に、ウィリアムズは、「ビルボード」のカントリー＆ウェスタン・チャートにおいて、1位になった11枚を含め、トップ10入りした35枚のシングル盤を録音した（このうち5枚は、ウィリアムズの死後に発売された）。
「ローリング・ストーンの選ぶ歴史上最も偉大な100人のシンガー」において第27位。「ローリング・ストーンの選ぶ歴史上最も偉大な100組のアーティスト」において第74位。「Q誌の選ぶ歴史上最も偉大な100人のシンガー」において第59位。

## 略歴
彼の父イロンゾ・ウィリアムズ（Elonzo Williams）は、鉄道会社に勤務しており、人事異動に合わせて一家はアラバマ州南部の数カ所を転居した。父が病気で8年間入院することになり、その間に残された家族は自活を余儀なくされた。幼いウィリアムズは、二分脊椎症のために苦しんでいたが、母と姉の手伝って家計を助けた。アラバマ州ジョージアナ（Georgiana）に住んでいたときに、ウィリアムズはルーファス・"ティー＝トット"・ペイン（Rufus "Tee-Tot" Payne）という黒人の路上演奏者に出会い、食事と交換にギターを習った。ペインはウィリアムズの後の音楽性に大きな影響を与えた。この頃、ウィリアムズは、非公式に名前をハイラムからハンクへと改めた。その方がカントリー音楽らしいと思ったのである。
アラバマ州モンゴメリーに住んでいたとき、ウィリアムズは、地元のラジオ局WSFAのスタジオ前の歩道で、ギターを弾きながら歌っていることがよくあった。WSFAの関心を得たウィリアムズは、1937年から、15分番組で歌と司会を務めるようになった。伴奏を務めるバンドとしてザ・ドリフティング・カウボーイズを結成し、ウィリアムズの母リリーをマネージャーとして雇った。ウィリアムズは学校を退学し、音楽の仕事に打ち込んだ。
1941年、第二次世界大戦に合衆国が参戦すると、バンドのメンバーの数人が徴兵されてしまう。二分脊椎症のために徴兵されなかったウィリアムズは、代わりのメンバー探しに奔走した。これに加え、体の痛みに対処しようとして飲み始めた酒の問題が大きくなり、やがてWSFAから解雇された。1943年、ウィリアムズはオードリー・シェパード（Audrey Sheppard）と結婚し、彼女は舞台で歌うとともに、マネージャーの役を果たすようになった。スターリング・レコード（Sterling Records）から「Never Again」と「Honky Tonkin'」を出した後、ウィリアムズはMGMレコード（MGM Records）と契約を結んだ。1948年、ウィリアムズは「Move it on Over」を発売し、人気を集めた。この年、ウィリアムズは、当時ラジオ番組だった『ルイジアナ・ヘイライド』に出演するようになった。1949年には「Lovesick Blues」を発売し、これにより音楽業界で高い知名度を得る。やがて、最初は断られた『グランド・オール・オプリ』への出演も実現した。1948年から1953年までの間に、ウィリアムズは11曲を（「ビルボード」のカントリー＆ウェスタン・チャートの）1位に送り出したが、楽譜の読み書きはほとんどできなかった。ウィリアムズのヒット曲には、このほか、「Your Cheatin' Heart」、「Hey Good Lookin'」、「I'm So Lonesome I Could Cry」などがある。
ウィリアムズは、幼少期から抱えていた痛みを和らげるため、酒やモルヒネをはじめ、様々な鎮痛剤を服用していたが、1952年までには、それが公私を問わず問題を起こすようになっていた。ウィリアムズは、何度も深酒で酩酊し、そのために離婚し、『グランド・オール・オプリ』から解雇された。1953年1月1日、会場へ赴く途中、ウィリアムズは医師にビタミンB12とモルヒネの混合液を注射させたが、既にビールと抱水クロラールを飲んでいたため、致命的な心臓発作を起こして死亡した。まだ29歳と短い人生ではあったが、ウィリアムズはカントリー音楽に多大な影響を残した。
ウィリアムズの曲は、他の数多くの歌手たちによっても録音され、ポップ、ゴスペル、ブルース、ロックなど様々なスタイルでヒットした曲も多かった。ハンクの曲をカバーした歌手たちの例としては、ウィリー・ネルソン、タウンズ・ヴァン・ザント（Townes Van Zandt）、ボブ・ディラン、レナード・コーエン、ケイク、ケニー・ランキン、ベック・ハンセン、ジョニー・キャッシュ、トニー・ベネット、ザ・レジデンツ、パッツィ・クライン、レイ・チャールズ、ルイ・アームストロング、トム・ウェイツなどが挙げられる。また幼少期のビートルズのメンバーもウィリアムズに大きな影響を受けた。ウィリアムズは多数の栄誉に輝いており、ロックの殿堂入りも果たしている。

## 生涯

### 生い立ち

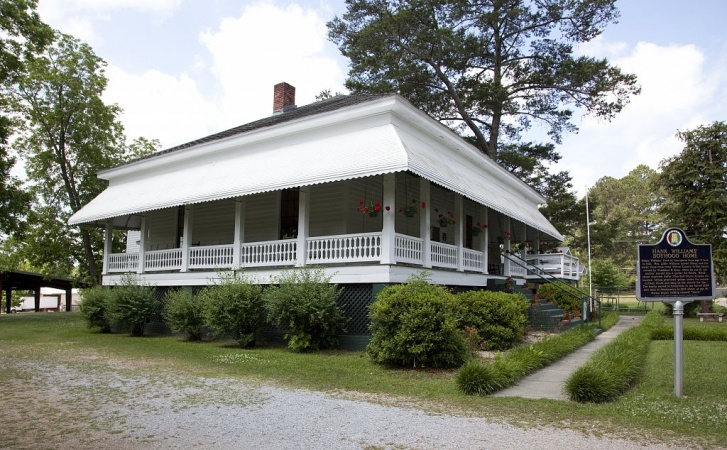
アラバマ州ジョージアナに残るハンク・ウィリアムズの少年時代の家。現在は博物館になっている。

両親、イングランド系の父イロンゾ・ハブル・"ロン"・ウィリアムズ（Elonzo Huble "Lon" Williams） と、母ジェシー・リリーベル・"リリー"・スキッパー（Jessie Lillybelle "Lillie" Skipper）は、1916年11月12日にJ・C・ダンラップ師（Reverend J.C. Dunlap）の司式で結婚した。イロンゾの母アン・オートリー・ウィリアムズ（Anne Autrey Williams）は、イロンゾが6歳のときに自殺し、父はその11年後に亡くなった。以降、イロンゾは孤児となった。第6学年で学校を退学したイロンゾは、森林伐採現場で、給水などをする雑用係として働き始めた。やがてイロンゾは、W・T・スミス木材会社（the W.T. Smith lumber company）の鉄道部門で機関士となった。イロンゾが求婚したとき、ジェシー・スキッパーはアラバマ州ジョージアナの近くでミクソン（Mixon）家が所有していた農場に住んでおり、イロンゾの近くにいた。2人は、しばらくの間ミクソン農場に住んだ後、アラバマ州マウント・オリーブ（Mount Olive）地域に小屋を借りた。2人は家の脇に小さな店を設け、イチゴの栽培にも取り組んだ。第一次世界大戦が始まると、イロンゾは徴兵され、1918年7月から1919年6月まで軍務についた。その間に、トラックから落ち、鎖骨を折る重傷を負ったが、辛うじて頭部は強く打たずに済んだ。イロンゾ・ウィリアムズが戦争から戻ってきた後、最初の子どもアイリーン（Irene）が1922年8月8日に生まれた。次に生まれた男の子は、産後間もなく亡くなった。ハンク・ウィリアムズは、 イロンゾとリリーの3人目かつ最後の子として1923年9月17日にマウント・オリーブで誕生した。名前は、旧約聖書の人物ヒラム（フリーメイソンの伝説によれば、メイソンの起源のひとり）にちなんでハイラムと名付けられたが、出生証明書には誤った綴り字で「Hiriam」と記された。
幼少期のウィリアムズは、家族からは「ハーム (Harm)」と呼ばれ、友達からは「ハーキー (Herky)」とか「スキーツ (Skeets)」と呼ばれていた。彼は、脊椎の形成不全による二分脊椎症の疑いがある状態で生まれ、そのため生じる痛みに一生苛まれ続けた。後年、酒や薬物に溺れるようになった原因は、この痛みにあった。材木会社の鉄道員だった父イロンゾは、会社の命令でしばしば勤務地を移った。このため一家は、アラバマ州南部のあちこちで生活した。1930年、ウィリアムズが7歳だったとき、父は顔面麻痺を患い始めた。退役軍人局（Veterans Affairs, VA）のフロリダ州ペンサコーラの病院で、脳動脈瘤が原因と診断された後、イロンゾはルイジアナ州アレクサンドリアの退役軍人医療センターへ送られた。イロンゾは8年間にわたって入院し、ウィリアムズの幼少期に父はずっと不在であった。イロンゾの入院後、母は家族を支えなければならなくなった。1933年、ウィリアムズ一家はアラバマ州ファウンテン（Fountain）に移り、伯父伯母にあたるウォルターとアリスのマクニール夫妻（Walter and Alice McNeil）と一緒に住んだ。1934年秋、一家はグリーンビル（Greenville）に移り、母は、バトラー郡裁判所の隣で、下宿屋を開業した。1935年、ウィリアムズ一家はガーランド（Garland）に転居し、新たな下宿屋を設けた。その後しばらくして、一家は従兄弟のオパール・マクニール（Opal McNeil）とともにジョージアナに移り、世界恐慌下の厳しい経済環境の中で生活した。リリーは昼は缶詰工場で働きながら、地元の病院で夜勤の看護婦としても働いた。ウィリアムズも、ピーナッツを売ったり、靴磨きや新聞配達をしたり、その他諸々の単純な仕事を引き受けていた。ジョージアナで最初に住んだ家は、火事で焼失し、一家は財産を全て失ってしまう。一家は、町の反対側のローズ・ストリート（Rose Street）の新しい家へ移り、ここでまた下宿屋を始めた。ウィリアムズはこの家の小さな庭で作った様々な野菜をジョージアナの至る所へ売りに行った。一方で、連邦下院議員だったJ・リスター・ヒルの支援を得て、一家はイロンゾの傷痍軍人年金を受け取れるようになった。イロンゾの入院という状況にありながら、一家は世界恐慌の期間を経済的に何とか乗り切って行くことができた。
ウィリアムズが最初のギターを手に入れた事情については、いくつかの異なる話が伝えられている。母は、ピーナッツを売って得たお金で彼女が買い与えたと述べているが、自分がギターを買い与えたのだと主張する有力な町の住民が少なからずいる。ジョージアナに住んでいたときに、ウィリアムズはルーファス・"ティー＝トット"・ペイン（Rufus "Tee-Tot" Payne）という黒人の路上演奏者に出会い、自宅で食事を提供する代わりにギターを習った。ペインの音楽スタイルの基にはブルースがあった。ペインがハイラムに教えたコード、コード進行、ベース音の進行、伴奏のスタイルは、後年の曲づくりに大いに活かされることになった。後にウィリアムズは、かつてペインが教えてくれた曲のひとつ「My Bucket's Got a Hole In It」を録音した。最終的に彼が作り上げたスタイルには、ペインからの影響に加えジミー・ロジャーズ（Jimmie Rodgers）などカントリー歌手たちからの影響も盛り込まれていた。1937年、ウィリアムズは、指示された練習内容をめぐって学校の体育教師と喧嘩を起こした。母は教育委員会に教師を解雇するよう要求したが断られたため一家はモンゴメリーに移った。これ以降、ペインとウィリアムズ一家は接触を失った。ペインもやがてモンゴメリーへ移ったが、1939年に貧困の中で死んだ。後にウィリアムズは、ペインは自分にとって唯一の教師だったと述べている。

### 初期の活動
1937年7月、ウィリアムズ/マクニール一家は、モンゴメリー中心部のサウス・ペリー・ストリート（South Perry Street）に下宿屋を開いた。この頃、ウィリアムズは自分の名前を非公式にハンク・ウィリアムズと改めることを決めた。その方が、自分の望みであるカントリー音楽に関わる仕事にふさわしいとと本人が語っている。学校の放課後や、週末になると、ウィリアムズは、シルバートーンのギターを抱えて、地元のラジオ局WSFAのスタジオ前の歩道で演奏した。首尾よくWSFAの関心を引くことができたウィリアムズは、時折スタジオ内に呼ばれ、放送で歌うことができた。多くの視聴者からウィリアムズに関する問い合わせが集まったため、WSFAはウィリアムズを週給15ドルで雇い、週2回、15分間の番組を任せた（当時の15ドルは、2011年の価値では230ドル程度（およそ2万円）に相当する）。当時のアラバマ州知事ギブ・グレイヴス（Bibb Graves）も、この放送を聴いていたひとりだった。1938年8月、父イロンゾが病院から一時帰宅を許され、予告無くモンゴメリーの自宅に現れた。母は家長としての立場を譲らなかったため、彼は息子の誕生月である9月まで滞在し、その後ルイジアナの医療センターに戻っていった。
ウィリアムズは、ラジオ局から支払われる十分な報酬を使い、ザ・ドリフティング・カウボーイズというバンドを結成した。最初のメンバーは、ギターのブラックストン・シューファート（Braxton Schuffert）、フィドルのフレディ・ビーチ（Freddie Beach）、お笑い担当のスミス・"ヘジー"・アデア（Smith "Hezzy" Adair）であった。ジェームズ・E・ポーター（James E. Porter）、通称ジミー・ポーター（Jimmy Porter）は、ウィリアムズのもとでスティール・ギターを弾き始めたときには13歳で、最も年少のメンバーだった。アーサー・ホワイティング（Arthor Whiting）もギターを担当していた。バンドを率いたウィリアムズは、アラバマ州の中南部を中心に各地のクラブや私的なパーティーのための演奏旅行を実施した。1939年10月に、ウィリアムズは学校を退学し、ザ・ドリフティング・カウボーイズと共に音楽活動に専念した。その後、フィドルのジェームズ・エリス・ガーナー（James Ellis Garne）がバンドに参加した。母リリーはバンドのマネージャーとなり、予定の管理や、出演料の交渉を行い、公演会場まで送迎する車の運転をすることもあった。それまで優先されていたウィリアムズの学業という制約が無くなったことで、バンドはジョージア州西部や、フロリダ州西部（いわゆる Florida Panhandle）にまで、足を伸ばすようになった。一方でウィリアムズは週中の平日には必ずモンゴメリーへ戻り、ラジオ番組への出演を続けた。
1941年にアメリカ合衆国が第二次世界大戦に参戦すると、ウィリアムズにとっては苦難の時代が始まった。バンドのメンバー全員が徴兵され、その代わりに入ったメンバーは、悪化するウィリアムズのアルコール依存を嫌って、短期間で脱退していった。ウィリアムズは、酔った状態でラジオ番組に出演するようになり、1942年8月にはWSFAに「飲酒癖」を理由に解雇されてしまった。仕事を失ったウィリアムズは、アラバマ州モービルの造船会社で働いていた。一方、『グランド・オール・オプリ』の出演者だったロイ・エイカフ（Roy Acuff）に初めて出会っている。後に、エイカフは、酒に依存するウィリアムズに対し「君は百万ドルの声をもっているが、10セントの脳しか持ち合わせていない」と言ったという。

### 1940年代
1943年、ウィリアムズはオードリー・シェパードと出会い、結婚した。広報に尽力した妻により、ウィリアムズは局地的に知られた有名人となっていった。1945年、モンゴメリーに戻ってきたウィリアムズは、最初のアルバム『Original Songs of Hank Williams』を出版し、再びWSFAに出演し始めた。1946年9月14日、ウィリアムズは『グランド・オール・オプリ』の審査を受けたが、採用されなかった。一方でフレッド・ローズ（Fred Rose）と自作曲6曲について契約を結んだ。ローズはウィリアムズに代わり、この6曲をスターリング・レコードに紹介して契約を結んだ。1946年12月11日、ウィリアムズは「Wealth Won't Save Your Soul」と「Calling You」、「Never Again」、「When God Comes and Gathers his Jewels」の4曲を録音した。「Never Again」と「Honky Tonkin'」は、重要なヒット作となった
1947年、ウィリアムズはMGMレコード（MGM Records）と契約し、「Move It On Over」を発表して、大きな人気を呼んだ。1948年8月には、当時ルイジアナ州シュリーブポートから放送されていた『Louisiana Hayride』に出演するようになり、南東部全域の居間で歌声が流れるようになった。その後、レックス・グリフィン（Rex Griffin）の歌で知られていたエメット・ミラー（Emmett Miller）作品のカバー「Lovesick Blues」が大ヒットとなる。ウィリアムズの作品は主流の音楽の聴衆にも聴かれるようになり、『グランド・オール・オプリ』への出演も遂に実現した。1949年6月11日、ウィリアムズは『グランド・オール・オプリ』に初出演し、それまでの誰よりも多い、6回のアンコールに応えた。一緒に演奏したのはギターのボブ・マクネット（Bob McNett）、ベースのヒラス・バトラム（Hillous Butrum）、フィドルのジェリー・リバース（Jerry Rivers）、スティール・ギターのドン・ヘルムズ（Don Helms）で、これが最も有名なドリフティング・カウボーイズの編成となった。当時の出演料は1回1,000ドルと推定されているが、これは2011年の価値に換算すると 9,174ドルに匹敵する。同年、長男ランドール・ハンク・ウィリアムズ（ハンク・ウィリアムズ・ジュニア）が誕生した。「Lovesick Blues」に続いて、1949年のうちに、「Wedding Bells」、「Mind Your Own Business」、「You're Gonna Change (Or I'm Gonna Leave)」、「My Bucket's Got a Hole in It」など、7曲のヒットを出した。

### 1950年代

#### ルーク・ザ・ドリフター
1950年、ウィリアムズは「ルーク・ザ・ドリフター (Luke the Drifter)」名義でキリスト教を題材にした作品の録音を始めたが、その多くの内容は歌ではなく朗読であった。従来とは異なる作風が自身の人気に影響しないよう、変名で作品を発表することにしたのである。ルーク・ザ・ドリフターは、特に「The Funeral」という作品がきっかけとなって黒人たちの間で評判になった。これは、黒人教会における子どもの葬儀の際の牧師の説教を表現したものであった。黒人たちの間での人気は、ハンクの師であったルーファス・ペインに示唆を得て描き出された、登場人物のステレオタイプへの反応によるものであった。ルーク・ザ・ドリフターの歌は、しばしば地方独特の生活と、人生の哲学を表したものであった。ドリフター（流れ者）は、この地方を放浪し、様々な人物の話を語っていった。作品の中には、パイプオルガンの伴奏付きのものもあった。一説によれば、ウィリアムズがルーク・ザ・ドリフターという別人格を作り上げたのは、自らの人格のバランスをとるためであったとも言われている。
この頃のウィリアムズは、「My Son Calls Another Man Daddy」、「They'll Never Take Her Love from Me」、「Why Should We Try Any More?」、「Nobody's Lonesome for Me」、「Long Gone Lonesome Blues」、「Why Don't You Love Me?」、「Moanin' the Blues」、「I Just Don't Like This Kind of Livin'」など、それまで以上に多くのヒット曲を送り出していた。1951年には、「Dear John」がヒットしたが、そのB面だった「Cold, Cold Heart」は、ウィリアムズを代表する曲になっていった。同年、この曲をポップ系の編曲でカバーしたトニー・ベネットの盤は、27週間チャートに留まり、1位も獲得した。

#### 晩年の活動
1951年、テネシー州で狩猟の旅に出ていたとき、古傷であった背中の痛みが再発した。ウィリアムズは鎮痛目的で再び鎮痛剤（モルヒネを含む）を服用し、酒を過剰に飲むようになった。1952年になると、彼のアルコール依存症は一層悪化していき、8月11日には、繰り返し酩酊状態で出演したことを理由に『グランド・オール・オプリ』を降板させられた。ウィリアムズは、KWKHの『Louisiana Hayride』に復帰し、この番組のためにツアーを再開した。一方で関係者が彼を素面で舞台に上げようと努めたにもかかわらず、連日の深酒によりウィリアムズは公演を無断欠席したり、酷い演奏を披露するようになってしまった。1952年9月23日には「Kaw-Liga」、「Your Cheatin' Heart」、「Take These Chains from My Heart」が録音されたが、これが彼の最後のスタジオ作業となった。
ウィリアムズの行動に耐えかねたフレッド・ローズは仕事の協力を止めてしまった。ザ・ドリフティング・カウボーイズもレイ・プライス（Ray Price）の活動に同行するようになったため、ウィリアムズは各地で地元のバンドを雇わざるを得なかった。1952年の年末には心臓疾患を発症し、痛みを緩和するために、強力な抗不安薬である抱水クロラール（睡眠薬の一種）を、ホレース・ラフォル・マーシャル医師（Dr. Horace Raphol Marshall）に処方されていた。

### 死

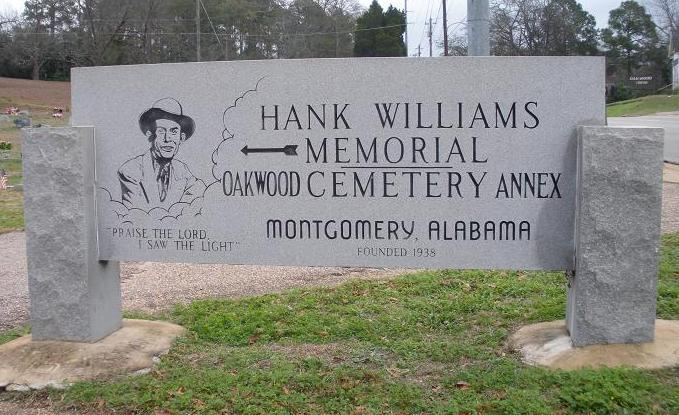
アラバマ州モンゴメリー郊外のオークウッド・アネックス墓地の入口にある案内標識

1952年12月31日、ウィリアムズが出演を予定していたウェストバージニア州チャールストンのチャールストン市立公会堂での公演は、約3,500ドル分の前売り券を売り上げていた（2011年の価値では29,092ドル程度（およそ240万円）に相当する）。同日、ナッシュビル周辺で発生した氷嵐（ice storm：雨氷を生じる着氷性の雨を伴った激しい嵐）により飛行機が欠航したため、ウィリアムズは運転手として雇った大学生チャールズ・カー（Charles Carr）の車でチャールストンへ向かったが、途中のテネシー州ノックスビルでカーに電話をさせ、氷嵐のために開演時間までに到着できないこと、既に翌日の元日公演が行われるオハイオ州カントンへ向かおうとしていることを公演関係者に伝えた。
ウィリアムズは、ノックスビルのアンドリュー・ジョンソン・ホテル（the Andrew Johnson Hotel）に午後7時8分に到着し、ロビーですぐに2人前のステーキを注文した。彼はまた、自分のために医師を呼ぶよう求めた。モンゴメリーからノックスビルまでの途上で、抱水クロラールとビールを飲んでおり、身体への悪影響を感じていたのである。往診したカードウェル医師（Dr. P.H. Cardwell）は、ウィリアムズにビタミンB12を2本注射したが、それには1/4グレーン（16ミリグラム）ほどのモルヒネが配合されていた。2人は同日午後10時45分にホテルを出ようとしたが、咳としゃっくりが抑えきれなくなったウィリアムズはホテルの従業員に抱えられて車に乗り込んだ。やがて州境を越えてウェストバージニア州に入り、ブルーフィールドに到着したところで、カーは24時間営業しているレストランで車を停め、ウィリアムズに食事をするか尋ねた。ウィリアムズは「要らない(I don't)」と答えたが、これが彼の最後の言葉だと信じられている。そのまま運転を続けたカーは、ウェストバージニア州オーク・ヒル（Oak Hill）の給油所に立ち寄った際に、寝込んでいるウィリアムズの身体が硬直し始めている事に気づいた。そしてカーは脈を確かめ、ウィリアムズの死亡を確認した。彼は給油所の店長グレン・バーデット（Glenn Burdette）にこれを知らせ、警察に通報させた。臨場した地元の警察長 O・H・ステイミー（O.H. Stamey）は、死体が関わっていたため、無線担当の警察官ハワード・ジャニー（Howard Janney）も呼び寄せた。ステイミーとジャニーは、キャデラック・エルドラドの車内に、空のビール缶数個と、未録音曲の手書きの歌詞を発見した。
イヴァン・マリーニン医師（Dr. Ivan Malinin）が、タイリー葬儀社（the Tyree Funeral House）で検視を行った。マリーニンは、心臓や首に出血を認め、「心臓右心室の機能不全」を死因とした。死とは無関係と考えられたが、マリーニンはウィリアムズクが数日前にモンゴメリーのバーで喧嘩をし、左腕を負傷して包帯を巻くほどのけがを負った際に、鼠蹊部も激しく蹴られていたことを発見した。当日の夜、カントンでウィリアムズの公演に集まってきた聴衆に、司会者が彼の死を告げたとき、聴衆は彼が公演を欠席するための言い訳だと思い笑い出した。しかし、ホークショウ・ホーキンズ（Hawkshaw Hawkins）や、他の出演者たちが「I Saw the Light」を歌い始めると、本当にウィリアムズが死んだことを悟った聴衆は、これに唱和した。
ウィリアムズが死んだ状況については、今でも議論がなされている。一部の論者は、ノックスビルを出発する前に、既に絶命していたと主張している。オーク・ヒルはウィリアムズの死亡地として認識されているが、信憑性の高い説のひとつでは、オーク・ヒルに車が到着する20分ないし30分前に眠ったまま絶命したのだと主張されている。カーが警察を呼んだ給油所が面する通りを挟んだ向かい側には記念碑が建てられている。ウィリアムズが死亡した車は、アラバマ州モンゴメリーのハンク・ウィリアムズ博物館（the Hank Williams Museum）に保存されている。
遺体は、翌1月2日にモンゴメリーに到着し、銀製の棺に納められた。当初は、マクダノー・ストリート318番地（318 McDounough Street）で母が営んでいた下宿屋に2日間安置された。葬儀は1月4日に、モンゴメリー公会堂で、花で埋められた舞台上に棺を置いて行なわれた。この葬儀の際には、アーネスト・タブ（Ernest Tubb）が「Beyond the Sunset」を、続いてロイ・エイカフが「I Saw the Light」、レッド・フォーリー（Red Foley）が「Peace in the Valley」を歌った。推定で15,000人から25,000人が銀の棺を間近にし、公会堂は2,750人の弔問者で満員になった。葬儀の間に、4人の女性が気絶し、もう1人は棺の足下に崩れ落ちてヒステリー状態となり公会堂から連れ出された。ウィリアムズの葬儀は、それまでアラバマ州で行なわれた誰の葬儀よりも遥かに大規模なもので、モンゴメリーで行われた最大の行事となった。葬儀のために贈られた花の量は2トンほどであったという。遺体はモンゴメリーのオークウッド・アネックス墓地に埋葬された。MGMの社長が「ビルボード」誌の取材に語ったところでは、ウィリアムズの死の直前の週に、同社が彼の写真の提供を求めたのは5件だけであったが、死の直後の週にはそれが300件以上になったという。地元のレコード店では、ウィリアムズが発表した全てのレコードが完売した。彼が存命中に発売された最後のシングルは、皮肉なことに「I'll Never Get Out of This World Alive」（「生きたままではこの世界から出られない」の意）であった。1952年のうちに録音されていた「Your Cheatin' Heart」は、ウィリアムズの死後、1953年に発売された。この歌はカントリー・チャートの首位に6週間とどまった。この曲名はそのまま、ジョージ・ハミルトンが主演した1964年制作の伝記映画の題名となった（邦題は『ハンク・ウィリアムス物語/偽りの心』）。

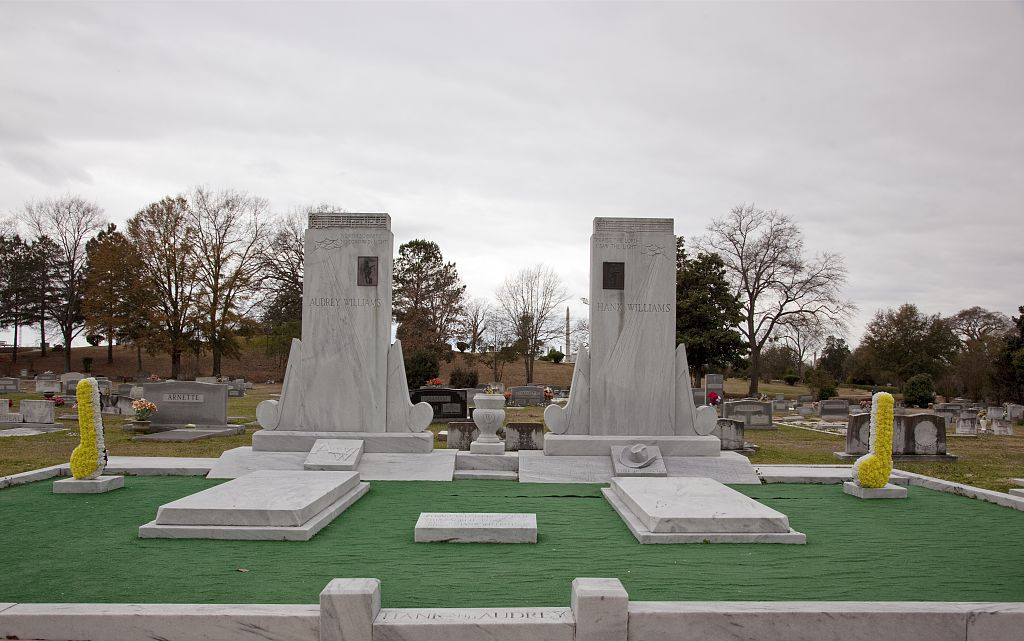
オークウッド・アネックス墓地にあるオードリー（左）とハンク・ウィリアムズ（右）の墓所。
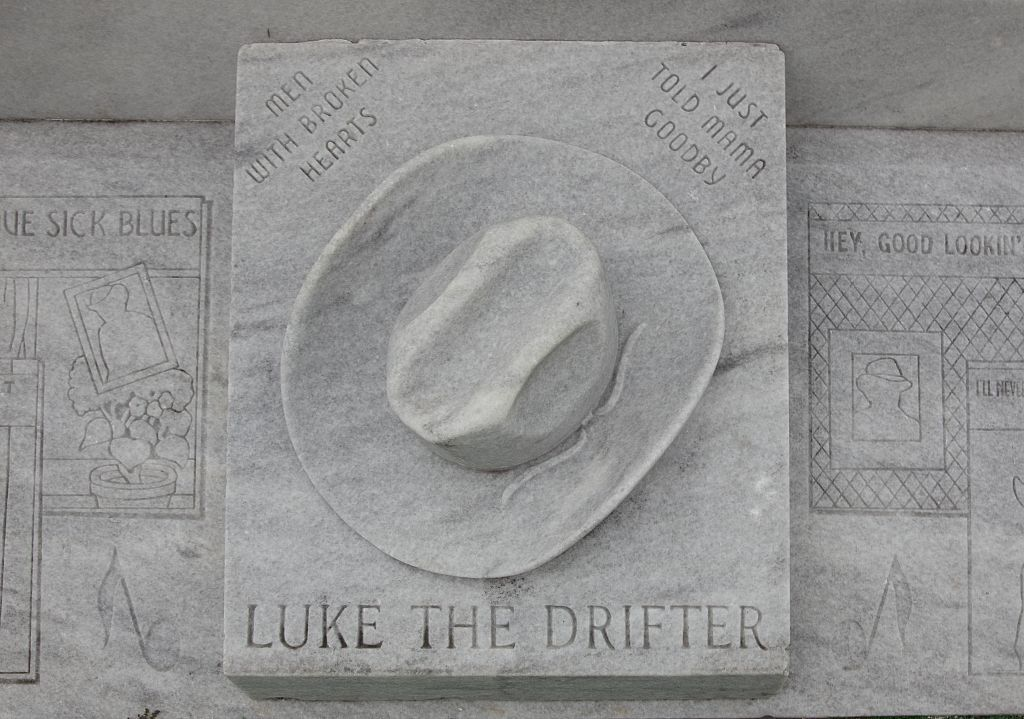
ハンク・ウィリアムズの墓石（部分）。
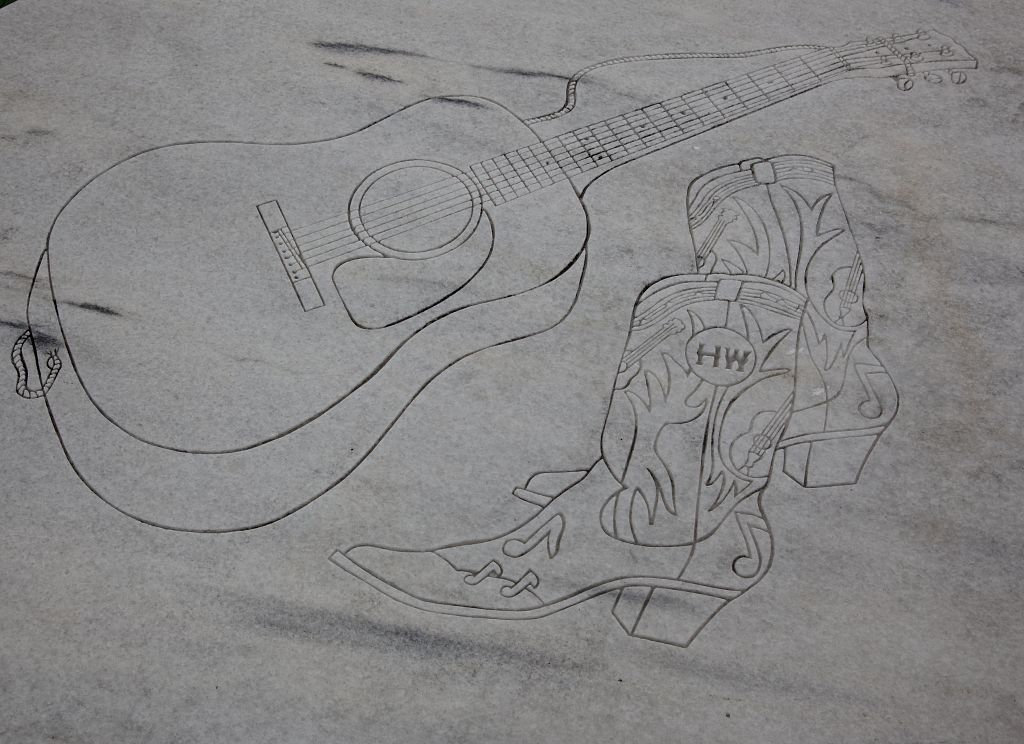
ハンク・ウィリアムズの墓石（部分）。

### 私生活
1944年12月15日、ウィリアムズはオードリー・シェパードと結婚した。この結婚は、シェパードにとって2度目、ウィリアムズにとっては最初の結婚であった。2人の間には、後にハンク・ウィリアムズ・ジュニア)として名声を得る息子ランドール・ハンク・ウィリアムズが1949年5月26日に生まれた。この結婚は常に波乱含みで、たちまち危ういものとなり、ウィリアムズは二分脊椎症による背中の激痛を和らげるために依存していた酒やモルヒネ、その他の処方された鎮痛剤が原因で、深刻な問題に陥っていった。2人は1952年5月29日に離婚した。 同年6月に、ウィリアムズは実家に移り住み、「Half as Much」、「Jambalaya (On the Bayou)」、「Settin' the Woods on Fire」、「You Win Again」、「I'll Never Get Out of This World Alive」と相変わらず次々とヒット曲を制作した。しかし、ナッシュビルに戻って正式に離婚手続きを完了した頃には、薬物の問題に歯止めが利かなくなっていた。この頃、関係のあった女性ボビー・ジェット（Bobbie Jett）との間には娘ジェットができたが、その誕生はウィリアムズの死の5日後のことであった。
1952年10月18日、ウィリアムズはビリー・ジーン・ジョーンズ・エシュリマーとルイジアナ州北西部のミンデン（Minden）で、治安判事の前で誓約を交わして結婚した。この結婚は、2人にとってそれぞれ2度目の結婚であり、2人とも以前の結婚で子どもをもうけていた。翌日、2人はニューオリンズ市民公会堂で、公開の結婚式を2回行い、1回14,000席用意された入場券はいずれも売り切れとなった。2回も公開挙式をしたのは、息子との面会と引き換えに復縁を迫るシェパードへの対抗策であったとも言われている この時点で、ウィリアムズの体調と薬物依存は悪化しており、新婦や友人たちは彼を何とか立ち直らせようと努力したが、上手くは行かなかった。
ウィリアムズの死後、判事はこの2度目の結婚について、ビリー・ジーンの前夫との離婚が届出後の法定和解期間を経て正式に確定する11日前に行なわれており、違法であると判断した。ウィリアムズの前妻シェパードと、母はこの結婚が無効であるという主張を何年にもわたって強く押し進めた。ちなみに、ウィリアムズの初婚も、シェパードの前夫との離婚が確定する前に行なわれており、法定和解期間の60日を待たず、離婚後10日目に行なわれたものであった。

## 遺産をめぐる訴訟
ハンク・ウィリアムズの死後、オードリー・ウィリアムズはナッシュビルで、MGMレコードとエイカフ＝ローズ・ミュージック（Acuff-Rose Music）を相手どって訴訟を起こした。この訴訟は、2社がハンク・ウィリアムズのレコードから生じるロイヤルティーの半額を、引き続き彼女に支払い続けることを求めるものであった。ハンク・ウィリアムズは前妻であるオードリーに、ロイヤルティー収入の半分を渡すことに合意していたが、ハンクの死後にこの合意が有効であるか否かは判然としていなかった。さらに、ハンクは遺言を残さなかったため、本来なら本人の取り分である残りの半分をどうするかもはっきりしておらず、この件には後妻のビリー・ジーンとその連れ子の娘、ハンクの母や姉も巻き込まれることになった。
ビリー・ジーンは、カントリー歌手ジョニー・ホートン（Johnny Horton）と1953年9月に再婚した。1975年10月22日、ジョージア州アトランタの連邦判事は、ビリー・ジーンのハンク・ウィリアムズとの結婚は有効であり、今後生じるロイヤルティー収入の半分は彼女のものであると裁定した。
2006年1月20日、テネシー州控訴裁判所（Tennessee Court of Appeals）は下級審の判決を支持し、ハンク・ウィリアムズの相続人である息子ランドール・ハンク・ウィリアムズ（ハンク・ウィリアムズjr.）と、娘ジェット・ウィリアムズだけが、1951年にナッシュビルのラジオ局のために行なわれた録音を販売する権利があるとする判断を示した。法廷は、もともとラジオ局WSMで放送された『Mother's Best Flour Show』のために録音された音源の発売について展開された、ポリグラムとレガシー・エンタテイメントの主張を退けた。この音源には、1997年にレガシー・エンタテイメントが取得したもので、その中にはハンク・ウィリアムズのヒット曲のライブ版や、その他の曲のカバーが収録されていた。ポリグラムは、同社が権利を継承したMGMレコードとの契約によって、ウィリアムズはラジオ用に録音した音源を発売する権利を譲り渡していた、と主張していた。2008年10月、ジョセフ・M・パルマッチオ（Joe Palmaccio）が修復した『Mother's Best Flour Show』の音源の抜粋が、『Hank Williams: The Unreleased Recordings』と題されてタイム・ライフ（Time-Life）から発売された。

## 受け継がれるもの
ウィリアムズは、11曲（「Lovesick Blues」、「Long Gone Lonesome Blues」、「Why Don't You Love Me」、「Moanin' the Blues」、「Cold, Cold Heart」、「Hey Good Lookin'」、「Jambalaya (On the Bayou)」、「I'll Never Get Out of This World Alive」、「Kaw-Liga」、「Your Cheatin' Heart」、「Take These Chains from My Heart」）をチャートの首位に送り込み、さらに多くのトップ10入りしたヒット曲を残した。
1987年、ウィリアムズはアーリー・インフルエンス部門で、ロックの殿堂入りを果たした。カントリー・ミュージック・テレビジョン（CMT）が2003年に選定した「カントリー音楽で最も偉大な40人」では、この年に亡くなったジョニー・キャッシュに次いで、第2位となった。息子のハンク・ウィリアムズ・ジュニアもこのランキングの第20位に入った。2004年、『ローリング・ストーン』誌が選定した「歴史上最も偉大な100人のアーティスト」では第74位に入った。1950年代のロックンロールの先駆者たちの多くが、そのキャリアの初期にウィリアムズの曲を録音しており、エルヴィス・プレスリー、ボブ・ディラン、ジェリー・リー・ルイス、マール・ハガード（Merle Haggard）、ジーン・ヴィンセント、カール・パーキンス、リッキー・ネルソン、ジャック・スコット（Jack Scott）、コンウェイ・トゥイッティ（Conway Twitty） などもその例である。
1949年にウィリアムズがMGMレコードから出し、チャートの首位となった「Lovesick Blues」は、2011年にグラミーの殿堂入りとなった。同じ2011年には、『Hank Williams: The Complete Mother’s Best Recordings….Plus!』が、最優秀歴史的アルバム（Best Historical Album）部門にノミネートされた。1999年、ウィリアムズはNative American Music Hall of Fame においても殿堂入りとなった。2010年4月12日、ピューリッツァー賞委員会は、「普遍的感覚を心にしみる素朴さで表現したソングライターとしての職人技、カントリー音楽をアメリカ人の生活における大きな音楽的文化的存在に変貌させた大きな役割」に敬意を表し、ウィリアムズに没後の特別賞を追贈した。

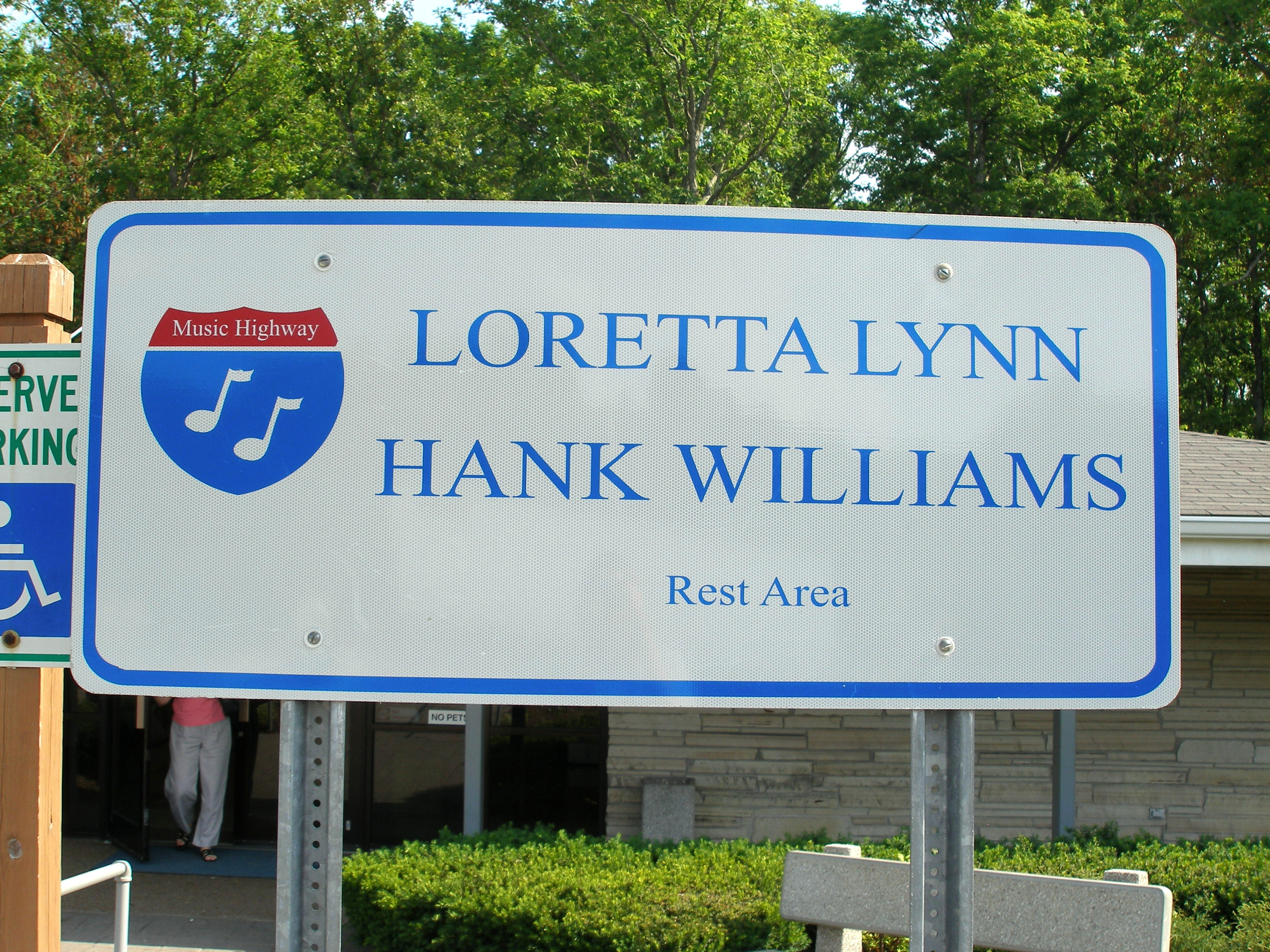
テネシー州にあるロレッタ・リンとハンク・ウィリアムズの名を冠したハイウェイ休憩所の看板。

1981年、ドリグティング・カウボーイズのスティール・ギター奏者ドン・ヘルムズ（Don Helms）とハンク・ウィリアムズ・ジュニアが組んで、「The Ballad of Hank Williams」を録音した。この曲は、ハンク・シニアが音楽業界の駆け出しだった頃のことや、過剰な金遣いについての、パロディ、ないしは、ノベルティ・ソングであり、ジョニー・ホートン（Johnny Horton）が広めた「The Battle of New Orleans」の旋律で歌われる。ハンク・ジュニアは「ドン、ダディと仕事してた頃のこと、本当はどんなだったか教えてよ」と歌い出す。これを受けてヘルムズは語りと、ウィリアムズと演奏した曲とを面白おかしく織り交ぜながら、ハンク・シニアがよく「百ドルのショーに千ドルを使っていた」と説明する。コーラスは、「だから彼は俺をクビにし、ジェリー・リバースをクビにし、みんなをクビにして、やれるだけやっちまったんだ。オールド・セドリックもクビ、サミー・ブリュートもクビにした。誰だか知らない奴までクビにしたんだ」というものだが、これは、ハンク・ウィリアムズが周りの状況に過剰反応していたことをコミカルな形で取り上げたものである。1991年、カントリー歌手のアラン・ジャクソン（Alan Jackson）が「Midnight in Montgomery」をリリースしたが、この歌詞は、大晦日のショーに出かける途中で立ち寄ったハンク・ウィリアムズの墓で、ハンクの幽霊に出会うという話である。同じくカントリー歌手のマーティ・スチュアート（Marty Stuart）は、「Me And Hank And Jumping Jack Flash」という曲で、ウィリアムズを讃えている。この曲の歌詞は、「Midnight in Montgomery」と同じような設定だが、駆け出しのカントリー歌手がウィリアムズの幽霊から助言をもらうという話になっている。1983年、カントリー歌手デイヴィッド・アラン・コー（David Allan Coe）がリリースした「The Ride」は、ギターをもった若い男がモンゴメリーでヒッチハイクをしていて、キャデラックに乗ったハンク・ウィリアムズの幽霊に拾われ、ナッシュビルの外れまで乗せてもらうという話で、幽霊は「...俺のことをミスターなんて呼ばないでくれ、ミスター、世界中の誰もが俺をハンクと呼んでるんだから」と言う。ウィリアムズが残した遺産を受け継ぎ、息子のハンク・ウィリアムズ・ジュニア、娘のジェット・ウィリアムズ、孫息子のハンク・ウィリアムズ3世（Hank Williams III）と孫娘たちヒラリー・ウィリアムズ（Hilary Williams）とホリー・ウィリアムズ（Holly Williams）は、いずれもカントリー・ミュージシャンになっている。

## 近年の受賞
| 年   | 受賞部門など                                                                          | 賞                  | 注記                                    |
| ---- | ------------------------------------------------------------------------------------- | ------------------- | --------------------------------------- |
| 1989 | ベスト・カントリー・コラボレーション（ボーカル） （Best Country Vocal Collaboration） | グラミー賞          | ハンク・ウィリアムズ・ジュニアとともに  |
| 1989 | ミュージック・ビデオ・オブ・ザ・イヤー                                                | CMA                 | ハンク・ウィリアムズ・ジュニアとともに  |
| 1989 | ボーカル・イベント・オブ・ザ・イヤー                                                  | CMA                 | ハンク・ウィリアムズ・ジュニアとともに  |
| 1989 | ビデオ・オブ・ザ・イヤー                                                              | ACM                 | ハンク・ウィリアムズ・ジュニアとともに. |
| 1990 | ボーカル・コラボレーション・オブ・ザ・イヤー                                          | TNN/Music City News | ハンク・ウィリアムズ・ジュニアとともに  |
| 1990 | ビデオ・オブ・ザ・イヤー                                                              | TNN/Music City News | ハンク・ウィリアムズ・ジュニアとともに  |
| 2003 | 「カントリー音楽で最も偉大な40人」第2位                                               | CMT                 |                                         |

## ミュージック・ビデオ
| 年   | ビデオ                                                           | 監督                                |
| ---- | ---------------------------------------------------------------- | ----------------------------------- |
| 1989 | "There's a Tear in My Beer" （ハンク・ウィリアムズ・ジュニアと） | イーサン・ラッセル（Ethan Russell） |
|      | "Honky Tonk Blues"                                               |                                     |
| 1996 | "Cold, Cold Heart"                                               | バディ・ジャクソン（Buddy Jackson） |